# Cucina borghese
La cucina borghese è nata in Francia tra il 1715 e il 1750 come espressione di una cultura gastronomica legata all'emergente nuova classe borghese.
A differenza di una cucina incentrata sulla carne e votata all'occultamento dei sapori naturali (mediante l'utilizzo di frollature, cotture plurime, e forti speziature), la cucina borghese predilige gli alimenti freschi, le salse, le glasse e gli accostamenti oculati.
(Pierre Brunoy e Guillaume Hyacinthe Bougeant, nella prefazione a Les dons de Comus ou les délices de la table, François Marin)

## Storia
Tra il 1715 e il 1750 si registra, in Francia, il tramonto di una civiltà gastronomica che resisteva da oltre tre secoli e si assiste al sorgere di un'altra di segno contrario, come documenta Vincent La Chapelle nel suo Cuisinier moderne (1733): «la tavola di un gran signore, se apparecchiata oggi come vent'anni fa, lascerebbe i commensali insoddisfatti».
Nel 1746, con la pubblicazione della Cuisinière bourgeoise di Menon, all'aggettivo "moderno" si accoppia l'aggettivo "borghese". Questo termine era già stato utilizzato in precedenza, ma, mentre prima per cucina borghese si intendeva una cucina di paese o regionale, ora questa si carica di un significato polemico nei confronti della declinante cucina della nobiltà.

### Ricezione
Dalla Francia il nuovo verbo culinario dilaga in breve tempo in tutta Europa. L'anonimo Cuoco piemontese perfezionato a Parigi è il primo manuale italiano di cucina moderna e costituisce uno spartiacque fra la trattatistica gastronomica di vecchia e nuova osservanza.
Se nel Cuoco piemontese la lezione d'Oltralpe è dichiarata nel frontespizio, debitori alla Francia sono tutti i ricettari italiani dell'ultimo Settecento e del primo Ottocento: dal Cuoco galante del napoletano Vincenzo Corrado (1773) all'Apicio moderno di Francesco Leonardi (1790); dalla Nuovissima cucina economica di Vincenzo Agnoletti (1814) al Nuovo cuoco milanese economico di Giovan Felice Luraschi (1829). In questi e negli altri ricettari sette-ottocenteschi si contano a decine i piatti denominati "alla borghese": l'espressione non designa una preparazione specifica, ma allude a un tipo di cucina insieme raffinato e sobrio.
Nel 1814, insieme con la Nuovissima cucina economica del romano Vincenzo Agnoletti, è data alle stampe La cucina borghese semplice ed economica di ignoto autore. Qui e altrove l'aggettivo economico – accoppiato di norma agli aggettivi nuovo e moderno, in aggiunta o sostituzione di borghese, di cui è a un dipresso sinonimo – rimanda a un'etica alimentare e culinaria che rifiuta «sprechi, splendori insoliti e stravaganze» (come annota Piero Camporesi a proposito del manuale di Pellegrino Artusi), in nome di una «cucina semplice ma saporita, non fine ma equilibrata, ragionevolmente sana, pratica ed oculata. Improntata a una «morale [...] chiusa in sé stessa, sorda e un poco impietosa», olimpicamente dimentica del dramma della sottoalimentazione delle masse popolari e anzi dichiaratamente classista («s'intende bene», precisa Pellegrino Artusi, «che io in questo scritto parlo alle classi agiate»), La scienza in cucina e l'arte di mangiar bene, del 1891 – l'anno dell'enciclica Rerum Novarum e della nascita del Partito Socialista Italiano – costituisce il punto d'approdo della cucina borghese italiana, di cui, di fatto, diverrà presto e resterà a lungo la bibbia.